# سيباستيان سبينس
سيباستيان سبينس هو ممثل كندي، ولد في 9 ديسمبر 1969 في سانت جونز في كندا.

## وصلات خارجية
- الموقع الرسمي
- سيباستيان سبينس على موقع IMDb (الإنجليزية)
- سيباستيان سبينس على موقع ألو سيني (الفرنسية)
- سيباستيان سبينس على موقع أول موفي (الإنجليزية)
- سيباستيان سبينس على موقع قاعدة بيانات الأفلام السويدية (السويدية)
- سيباستيان سبينس على موقع إن إن دي بي (الإنجليزية)
- سيباستيان سبينس على موقع قاعدة بيانات الفيلم (الإنجليزية)
- سيباستيان سبينس على موقع كينوبويسك (الروسية)